# إرفين كوفاتش
إرفين كوفاتش (بالمجرية: Kovács Ervin)‏ (24 يناير 1967 في المجر - ) هو لاعب كرة قدم مجري في مركز الدفاع. شارك مع منتخب المجر لكرة القدم. أما مع النوادي، فقد لعب مع بيرسخوت إيه سي ونادي أويبست ونادي بودابست هونفيد.

## وصلات خارجية
- إرفين كوفاتش على موقع قاعدة بيانات كرة القدم.إي يو (الإنجليزية)
- إرفين كوفاتش على موقع ناشيونال فوتبول تيمز (الإنجليزية)
- إرفين كوفاتش على موقع عالم كرة القدم.نت (الإنجليزية)